# 板垣信憲
板垣 信憲（いたがき のぶのり）は、戦国時代の武将。甲斐武田氏の家臣。（※江戸時代に編纂された軍記物などでは板垣信里（のぶさと）と書かれることがある）

## 人物
武田晴信（信玄）期の重臣・板垣信方の長子として生まれる。天文17年（1548年）の上田原の戦いで父が戦死したため、家督を継ぎ、諏訪城代となった。200騎の同心・被官を有していた。さらに武田家最高職の「両職」に任ぜられた。
弘治3年（1557年）7月、信濃小谷城攻めに参陣。
両職（筆頭家老）の地位にあったとされるが、父と違って有能ではなく、晴信からは疎まれていたとされる。
その後、晴信から
という七箇条にわたる詰問状を突きつけられ、従来の不行跡を理由に城代を解任されたうえ、甲府長禅寺に押し込めに処せられた。
家臣らにも見放されたが、父信方が草履取りから取り立てた曲淵吉景だけが長禅寺にも従って来た。あるとき吉景が少し目をはなした隙に、私怨により本郷八郎左衛門に殺害された。あるいは晴信の勘気を蒙り改易され「板垣」の名を名乗ることも召し上げられた上、追放されたともいわれる。
これによって板垣家は一旦断絶したが、翌永禄元年（1558年）、晴信は板垣信方の女婿・於曾左京亮に板垣の名跡を継がせて板垣信安と名乗らせ、以後こちらを板垣家の嫡流とした。信安の嫡子に板垣修理亮がいる。

## 家族
- 父：板垣信方（駿河守）
  - 本人：板垣信憲（弥次郎）
    - 長男：板垣正信（加兵衛）父信憲死去の時に幼少であったため、従者北原羽左衛門、都築久大夫の両名に養育され、天正18年（1590年）小田原征伐の時に陣借りして奮戦し、同年10月7日（1590年11月4日）遠江国掛川で山内一豊に召抱えられ136石を給せられた。この時、推挙した家老・山内備後守（乾和三）より「乾」の使用を許可されたといわれる[4]。関ヶ原の戦いの後、主君の土佐入国に従って土佐に移り、年来の功を賞せられ知行1000石を賜う[5]。二代目は禄を減ぜられて300石を相続し、以後代々土佐藩馬廻役として存続した。幕末の当主は板垣退助。
    - 次男：板垣正寅（下御霊社別当、僧形）父信憲死去の時に幼少であったため母と共に丹波国に籠居し、のち京都南禅寺で出家し、更に室町幕府の推挙によって下御霊社の社司斎部信英の後を継いで社司となり、以後代々社司となったことが『遠碧軒記』など諸書に記載されている[6]。
      - 孫：板垣正善（下御霊社別当法印）のち壽閑と改める。母は斎部信英の女
        - 曾孫：板垣摂紅（下御霊社別当法印）（1593年（文禄2年） - 1670年9月17日（寛文10年8月4日））
          - 玄孫：板垣元専（下御霊社別当）（1619年（元和5年） - 1689年9月15日（元禄2年8月2日））山崎闇斎門人。
            - 来孫：出雲路信直（1650年4月2日（慶安3年3月2日） - 1703年5月5日（元禄16年3月20日））下御霊社神主。もと板垣民部信直と称し、のち家号を出雲路と改める。山崎闇斎門人。神道学者[7]。

  - 弟：酒依昌光（清三郎）、酒依昌元の養子となる。1575年6月29日（天正3年5月21日）長篠の戦いで討死した[8]。
  - 弟：板垣信廣（所左衛門）、上州板垣氏の祖と伝わる。
- 叔父：室住虎登（玄蕃允）（1495年（明応4年） - 1564年（永禄7年））上原城城代

## 家臣
- 曲淵吉景（勝左衛門）